# علجوم الشجر الآسيوي بولينغر
علجوم الشجر الآسيوي بولينغر (الاسم العلمي: Pedostibes hosii)، هو نوع من البرمائيات يتبع جنس علجوم الشجر الآسيوي ضمن فصيلة العلاجيم الحقيقية. يستوطن الأراضي الاستوائية وشبه الاستوائية والأنهار والغابات المنخفضة. يعتبر من المدمرين للبيئة.